# Parthenicus trispinosus
Parthenicus trispinosus är en insektsart som beskrevs av Knight 1968. Parthenicus trispinosus ingår i släktet Parthenicus och familjen ängsskinnbaggar. Inga underarter finns listade i Catalogue of Life.